# Tabanus ilharcoi
Tabanus ilharcoi är en tvåvingeart som beskrevs av Travassos Santos Dias 1991. Tabanus ilharcoi ingår i släktet Tabanus och familjen bromsar.
Artens utbredningsområde är Portugal. Inga underarter finns listade i Catalogue of Life.